# Харламов, Владимир Иванович
Владимир Иванович Харламов (род. 1 января 1963, Выселки, Краснодарский край) — российский политик, член Совета Федерации (2015—2017), депутат Законодательного собрания Краснодарского края.

## Биография
В 1994 году окончил Московский коммерческий университет по специальности «товаровед», в 2003 году — Белгородский университет потребительской кооперации, кандидат экономических наук.
В 1984 году начал трудовую деятельность слесарем и механиком Тимашевского завода строительных материалов. В 1994 году назначен начальником Тимашёвского отдела рабочего снабжения, с 1996 года — помощник начальника Краснодарского отделения Северо-Кавказской железной дороги. В 1997—1999 годах руководил Государственным унитарным предприятием «Дорожный центр рабочего снабжения СКЖД» в Ростове-на-Дону, в 1999—2001 годах занимал должность заместителя начальника управления, начальника Отдела рабочего снабжения и торговли Министерства путей сообщения Российской Федерации. В 2001 году возглавил Краснодарский краевой союз потребительских обществ, входил в совет Центросоюза России.
В декабре 2007 года избран депутатом Законодательного собрания Краснодарского края четвёртого созыва, в июне 2008 года мандат прерван в связи с назначением Харламова на должность заместителя главы администрации Краснодарского края. В октябре 2012 года избран в ЗСК пятого собрания, возглавлял Комитет по экономической политике, предпринимательству, финансовым рынкам и внешнеэкономическим связям.
5 декабря 2015 года постановлением Заксобрания № 2100-П досрочно прекращены с 30 ноября 2015 года депутатские полномочия Харламова в связи с избранием его членом Совета Федерации — представителем законодательного органа государственной власти края.
27 сентября 2017 года Совет Федерации постановлением № 347-СФ досрочно прекратил полномочия Харламова с 15 сентября 2017 года.
В сентябре 2022 года переизбран в Заксобрание Краснодарского края. В настоящий момент — первый заместитель председателя комитета Законодательного Собрания Краснодарского края по вопросам законности, правопорядка и правовой защиты граждан. Член фракции ВПП «ЕДИНАЯ РОССИЯ».
Действующий председатель Совета Краснодарского краевого союза потребительских обществ.